# القديس جرجس والتنين (رفائيل)
القديس جرجس والتنين أو القديس جورج والتنين أو القديس جاورجيوس والتنين هي لوحة زيتية رسمها رفائيل في عام 1505 تقريباً، اللوحة حالياً ضمن مقتنيات المعرض الوطني للفنون في واشنطن.